# Ochetellus glaber

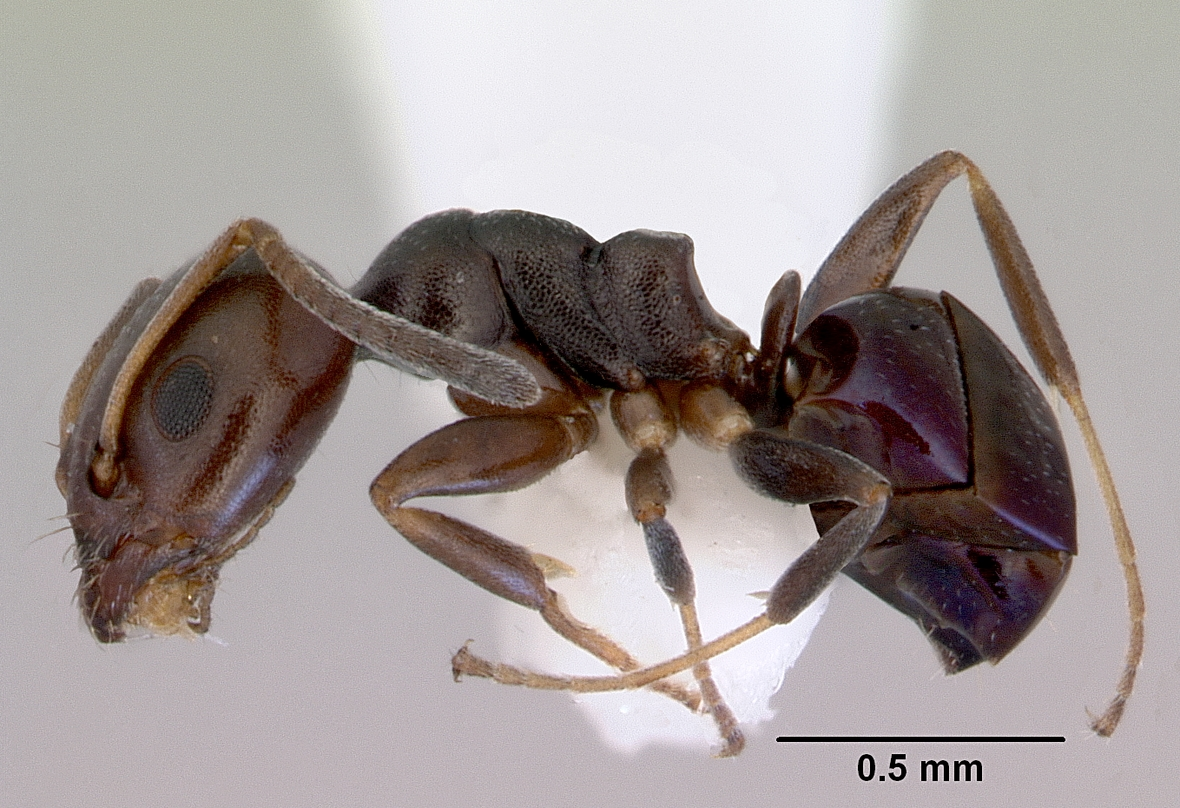
Ochetellus glaber

Ochetellus glaber (лат.) — вид муравьёв рода Ochetellus из подсемейства долиходерины (Dolichoderinae, Leptomyrmecini).

## Распространение
Австралия. Завезён в страны Океании и Азии.

## Описание
Мелкие земляные или древесные муравьи буровато-чёрного цвета. Длина рабочих 2—3 мм, самок от 5,2 до 5,5 мм; самцы — 1,6 мм. Заднегрудка с двумя короткими округлыми проподеальными зубцами. Усики самок и рабочих 12-члениковые (у самцов антенны состоят из 13 сегментов). Жвалы рабочих с 7-12 зубцами. Нижнечелюстные щупики 6-члениковые, нижнегубные щупики состоят из 4 сегментов. Голени средних и задних ног с одной апикальной шпорой.
Стебелёк между грудкой и брюшком состоит из одного сегмента (петиоль)
.

## Поведение и экология
Муравей Ochetellus glaber развил ассоциации с целым рядом организмов. Фуражиры часто посещают цветки из-за нектара, в основном это Pisonia, но также Canavalia, Commicarpus, Ipomoea, Melanthera, Plumbago и Scaevola. O. glaber также ассоциируется с некоторыми насекомыми, в том числе с ананасовым мучнистым червецом (Dysmicoccus brevipes) и тлями, которых они приносят и разводят вместе с другими насекомыми на домашних горшочных растениях. O. glaber косвенно ассоциируется с паразитическими наездниками Ananusia australis (Encyrtidae).

## Значение
О. glaber рассматривается как вредитель. Хотя он не жалит, он кусается и при раздавливании издает сильный запах. Он проникает в дома людей, чтобы собрать пищу, отслеживая потолки, и падая на поверхности под ними. Муравьи также могут быстро распространяться из-за их высокой способности к размножению и распространению.